# Église Saint-Nicolas de Châtillon-sur-Seine
Pour les articles homonymes, voir Église Saint-Nicolas.
L'église Saint-Nicolas est une église catholique située à Châtillon-sur-Seine en Côte-d'Or, en France.

## Localisation
L'église est située dans le département français de la Côte-d'Or, sur la commune de Châtillon-sur-Seine,.

## Historique
Châtillon-sur-Seine était une étape pour les pèlerins venant de l'est de la France, notamment ceux désirant se rendre à Vézelay, point de départ de l'une des principales voies de pèlerinage de Saint-Jacques-de-Compostelle.
La construction de l'église Saint-Nicolas remonte au dernier quart du XIIe siècle, probablement comme église de l'hôpital Saint-Germain situé sur le chemin des pèlerins. Le chœur est reconstruit au XVe siècle avec deux chapelles latérales. L'église est alors le lieu d'évènements marquants de la maison de Bourgogne :
- Le corps de Philippe le Hardi y est déposé le 26 mai 1404 ;
- Jean sans Peur y fait célébrer le 11 novembre 1415 devant toute la noblesse bourguignonne le service funèbre de ses deux frères cadets Antoine et Philippe morts lors de la bataille d'Azincourt ;
- En juillet 1422 Philippe le Bon y fait célébrer celui de son épouse Michelle de France décédée à Gand.
- En janvier 1424 Philippe le bon y fait célébrer celui de sa mère Marguerite de Bavière.

Le sol est surélevé au XVIe et au XVIIe siècle, car l'édifice est inondable. Sous l'ancien régime, c'est sous son porche que le maire et ses échevins prêtent serment.
Saint-Nicolas devient église paroissiale en 1807 et en 1815 l'empereur d'Autriche François Ier y entend la messe pascale. Une importante campagne de restauration se tient en 1896-97. Au début du XXe siècle, une horloge est installée dans la tourelle, surélevée pour l'occasion en 1902-1903. À la suite des bombardements allemands du 15 juin 1940, l'église subit un incendie qui provoque de gros dégâts. L'édifice est classé au titre des monuments historiques en 1942, puis entièrement restauré en 1947-58.

## Description

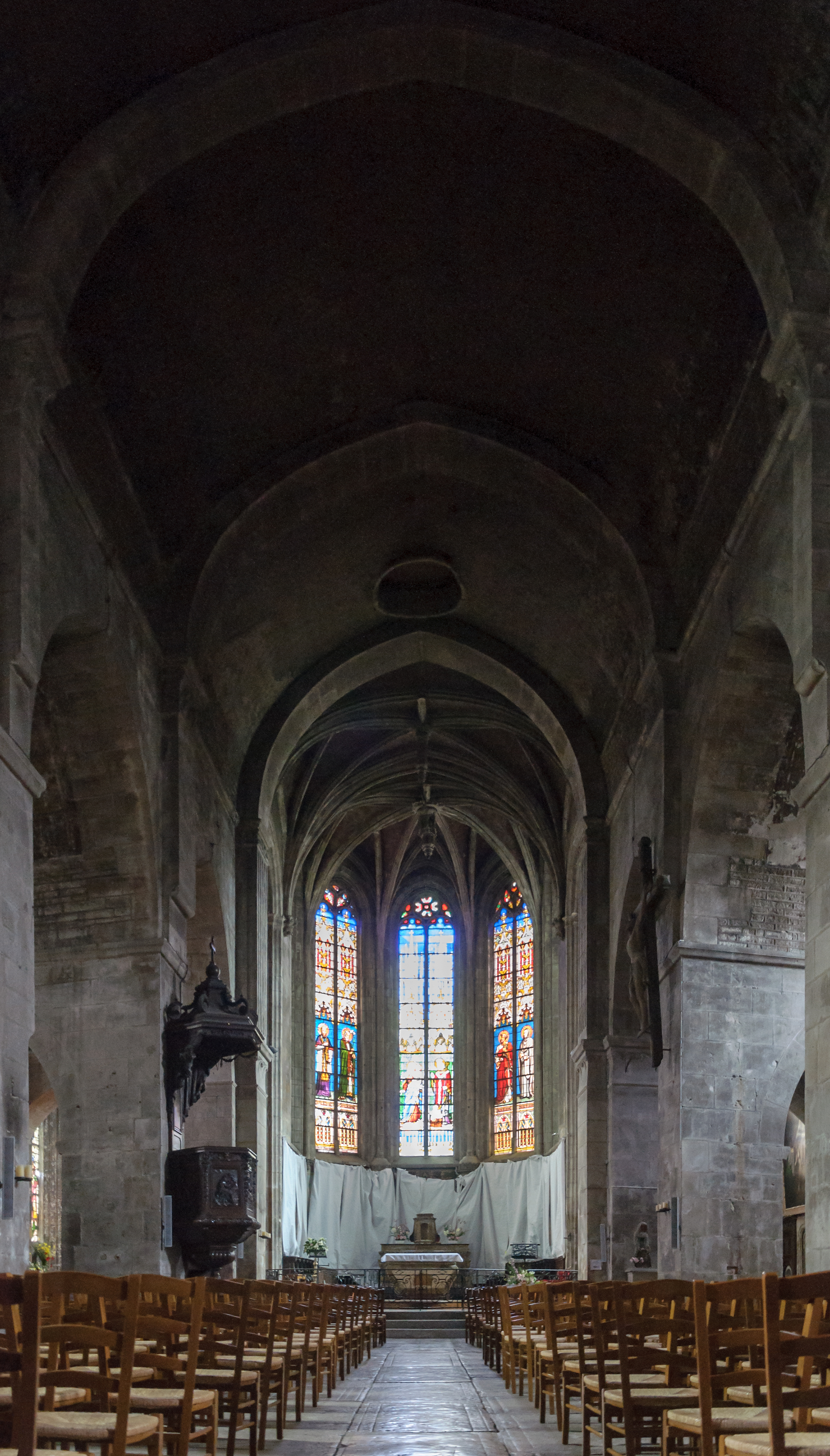
Vue intérieure de la nef et du chœur.

Saint-Nicolas est à l'origine une église de type cistercien. La voûte de la nef est en berceau brisé, celles des bas-côtés sont à berceaux brisés transversaux. Le chœur, reconstruit en 1564 dans un style plus gothique, est à voûte d'ogive.
La décoration de l'abside qui date de 1901 est inspirée d'une œuvre majeure de Raphaël : La Dispute du Saint-Sacrement qui orne la chambre de la Signature du Vatican.

## Mobilier
L'église est remarquable par ses verrières classées datant du XVIe siècle.
- L'une d'elles, dans la chapelle nord  Classé MH (1909), représente l'Arbre de Jessé[5].
- Une autre, dans la chapelle sud  Classé MH (1909), relate l'histoire des pèlerins de Saint-Jacques[6], connue aussi comme le miracle du pendu-dépendu. D'une hauteur de huit mètres, cette verrière expose cet épisode en six scènes de trois panneaux chacune, commentées par une légende[7].

Ces deux verrières seraient l'œuvre d'ateliers troyens. Six autres verrières ont été classées depuis  Classé MH (1925). On note aussi : 
- un groupe sculpté du XVIe siècle  Classé MH (1964), figurant sainte Anne enseignant la lecture à Marie[9] ;
- deux tableaux  Classé MH (1964) : une Vierge à l'Enfant (XVIe siècle) et le Massacre des Innocents (XVIIe siècle)
- la chaire  Classé MH (1972)

## Galerie de photos

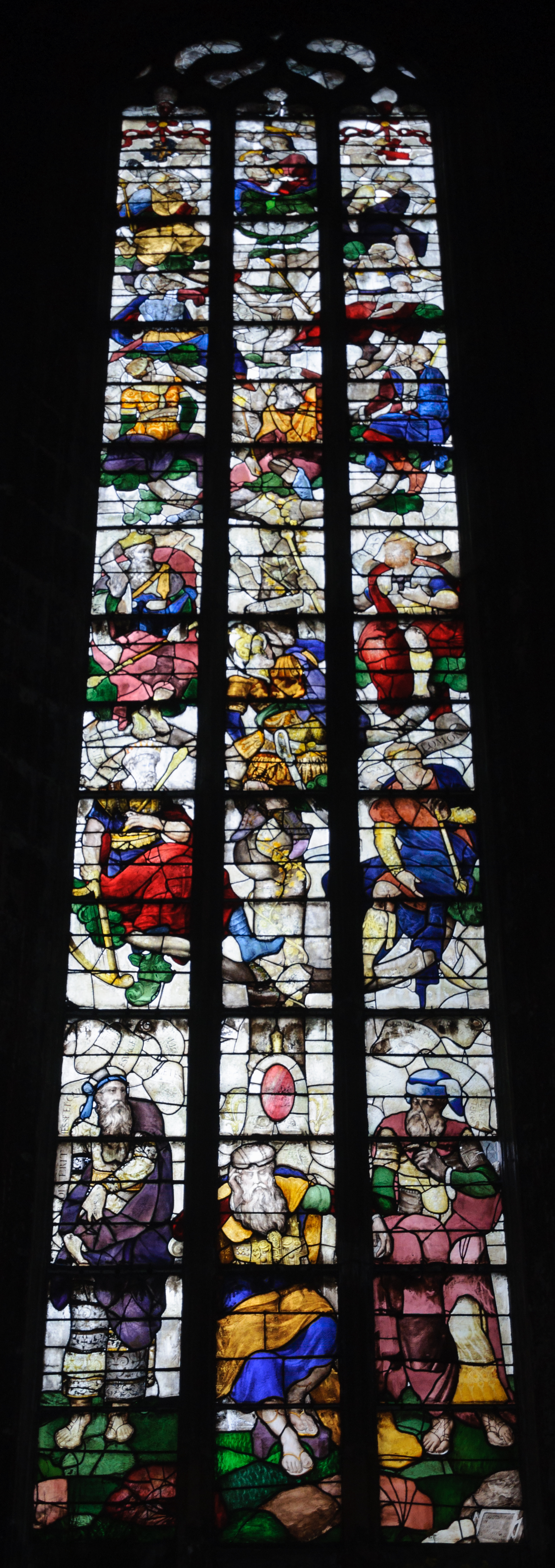
L'arbre de Jessé.
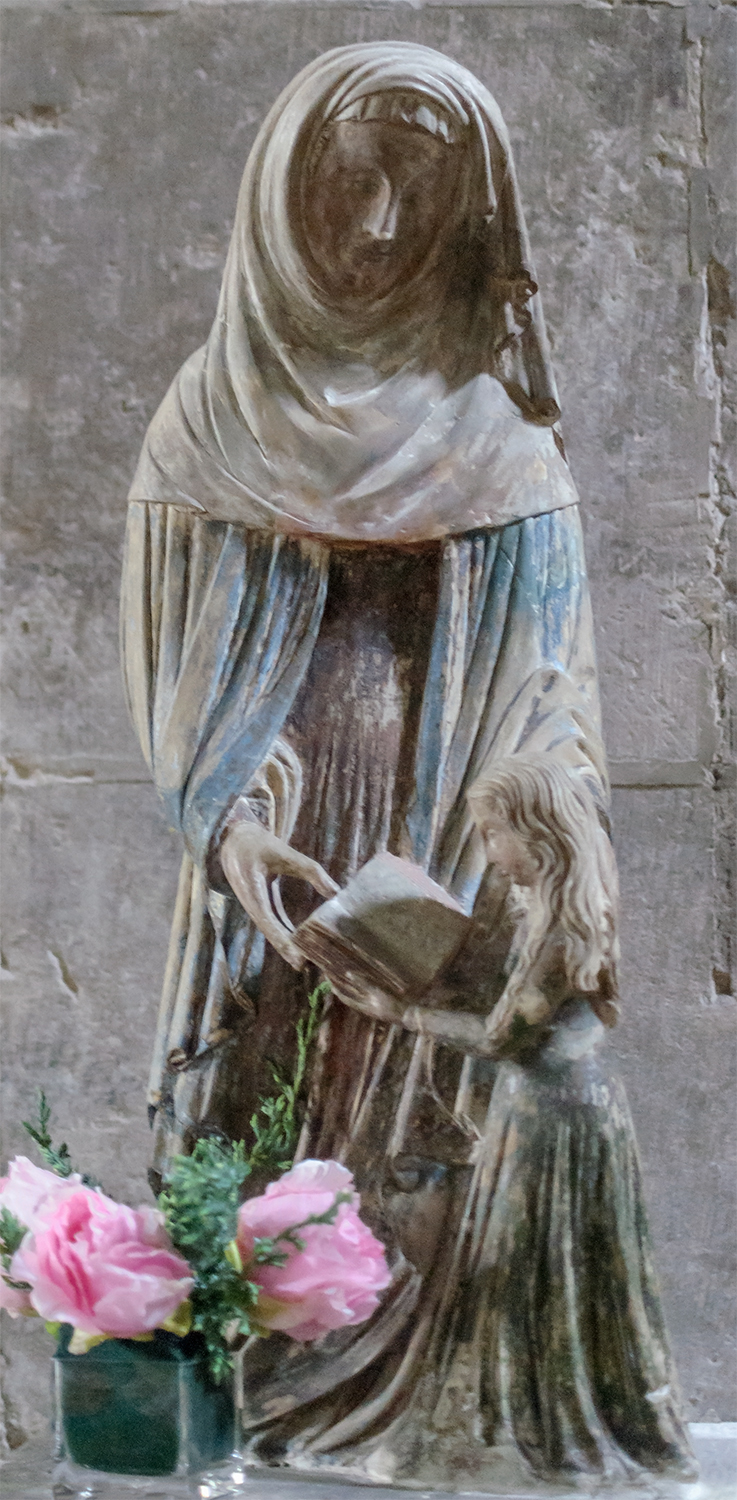
L'Éducation de la Vierge par sainte Anne (XVIe siècle).
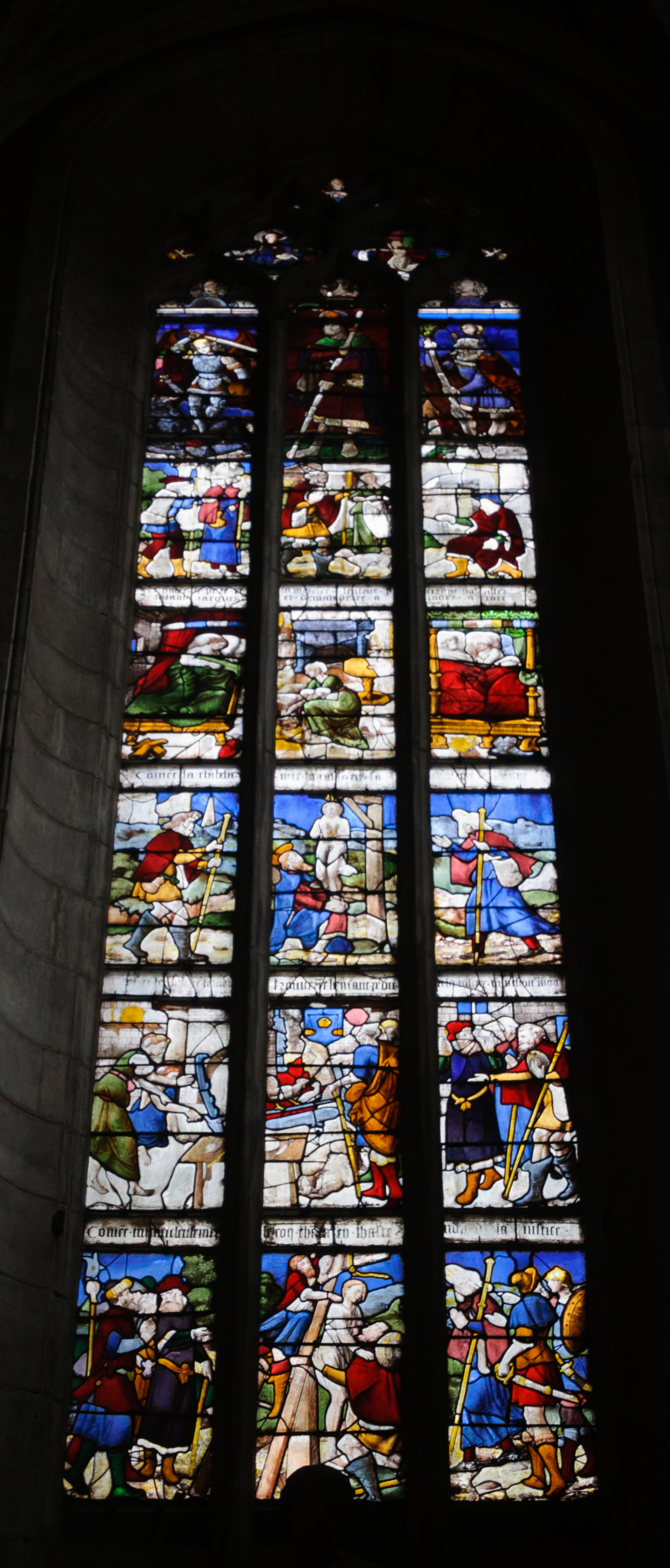
Les pèlerins de Saint-Jacques.